# 吉田六郎
吉田 六郎（よしだ ろくろう、1908年5月9日- 1986年3月8日）は、ドイツ文学者、文芸評論家、東京都立大学名誉教授。

## 人物・来歴
栃木県足利市生まれ。松本高等学校文科乙類を経て、1932年東京帝国大学独文科卒。33年桐生高等工業学校教授。37-38年文部省から派遣されベルリン大学に学ぶ。39年陸軍教授、42年第四高等学校教授、1950年金沢大学助教授、51年東京都立大学助教授、60年教授。
1971年「ホフマン - 浪漫派の芸術家」で東京大学文学博士。72年都立大を定年退官。E・T・A・ホフマンの翻訳・研究と夏目漱石に関する評論を書き、藤代素人、秋山六郎兵衛、板垣直子らの、『吾輩は猫である』がホフマンの『牡猫ムルの人生観』に影響を受けたという説を論駁し、漱石は聞きかじってはいたが『猫である』はオリジナルな作であると論じた（吉田六郎教授略歴「人文学報」都立大、1972年）。

## 著書
- 『作家以前の漱石』弘文堂書房 1942
- 『『吾輩は猫である』論 漱石の「猫」とホフマンの「猫」』勁草書房 1968
- 『漱石文学の心理的探究』勁草書房 1970
- 『ホフマン 浪曼派の芸術家』勁草書房 1971
- 『幽霊に殺された男 短篇小説集』勁草出版サービスセンター 1981.10

### 翻訳
- 『エ・テ・ア・ホフマン選集 第1集』白山書房 1947
- 『ドイツ文学撰 ホフマン』白山書房新社 1948
- ホフマン『スキュデリー嬢』岩波文庫 1956
- ツックマイアー『生死を越えて』角川文庫 1957
- ルイーゼ・リンザー『マルチンくんの旅』白水社 1960